# 吱吱奶酪酱
吱吱奶酪酱是亿滋国际公司销售的一种再制奶酪产品的商标。它通常也称为 “喷雾奶酪（spray cheese）”、“喷射奶酪（squirt cheese）”、“罐装奶酪（cheese in a can）”或“奶酪罐（cheese cans）”。包装是金属罐，罐内充满空气，盖上塑料盖，露出一个笔直、灵活的喷嘴，奶酪就在喷嘴中被挤出。
1963年，Betty Lou Foods推出了一款类似产品。吱吱奶酪酱最初由納貝斯克公司生产，1965-1984年期间以“Snack Mate”的名称销售。广告中经常出现这种橙色的产品，在几种不同类型的開味小菜上装饰着流动的山峰。正如1966年的一则广告所说，它是 “派对上的即食奶酪”。吱吱奶酪酱目前有切达和美式两种口味。已停产的品种包括Pimento、French Onion、Cheddar Blue Cheese、Shrimp Cocktail、Nacho、Pizza、Sharp Cheddar、Cheddar 'n Bacon。

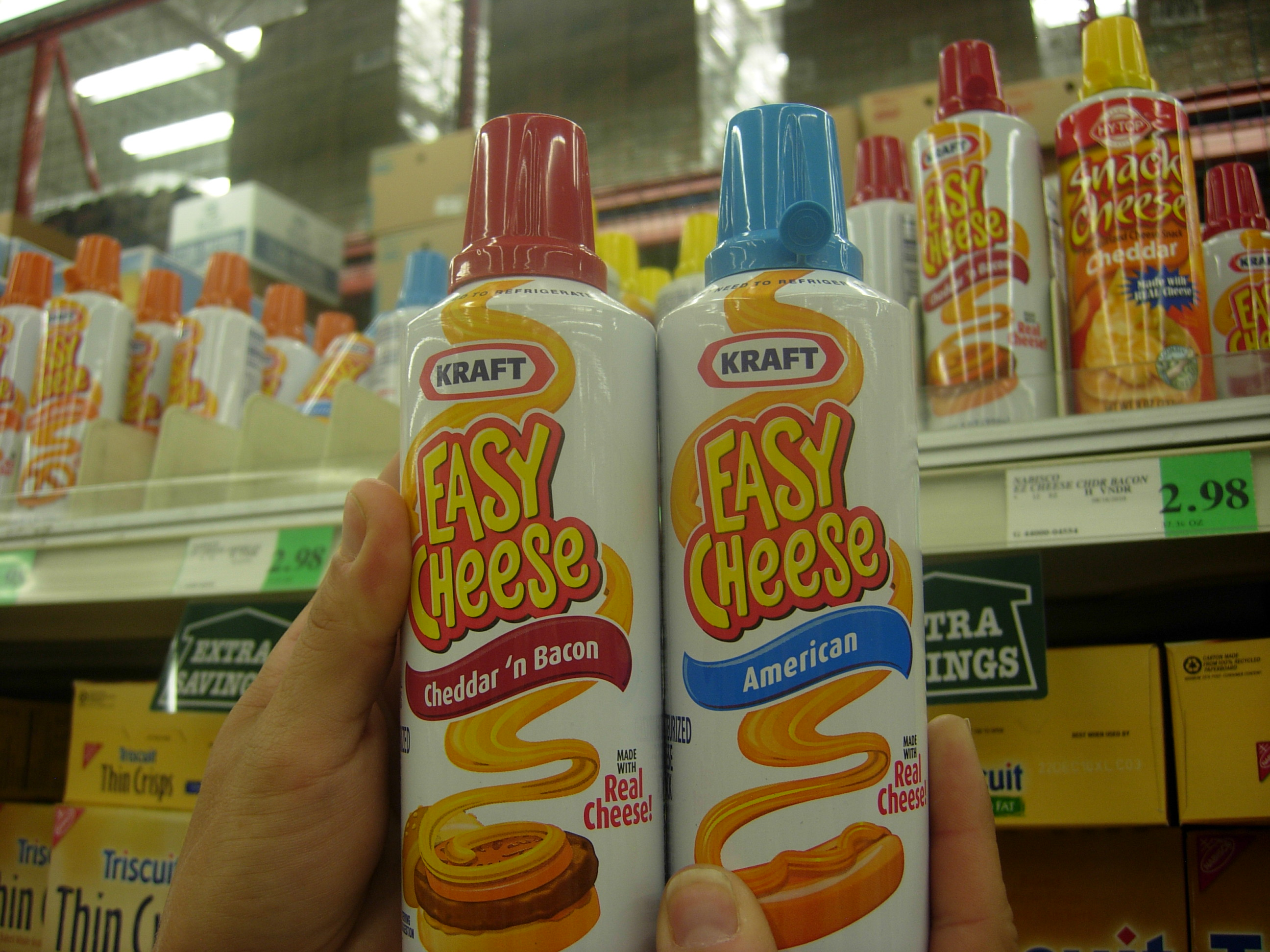
2010 年，阿拉斯加的卡夫切达培根罐头（已停产）和美式简易奶酪等多种罐头产品畅销。

## 原料
吱吱奶酪酱含有牛乳、水、乳清蛋白浓缩物、菜籽油、牛奶蛋白浓缩物、柠檬酸钠、磷酸钠、磷酸钙、乳酸、山梨酸、海藻酸钠、胡萝卜素、胭脂樹紅、奶酪發酵劑和酶。

## 物理化学性质

### 分子组成

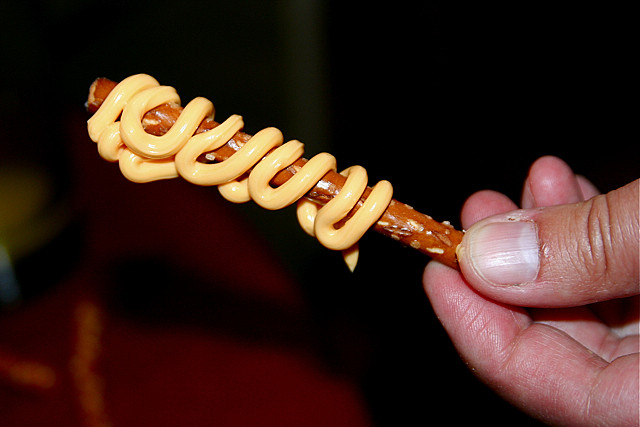
椒盐卷饼上的吱吱奶酪酱

加工乳酪醬（如吱吱奶酪酱）的水分含量介於44%到60%之間，而乳脂含量則必須大於20%。加工乳酪醬的製造需要牛奶蛋白，主要包含兩種類型：酪蛋白（至少佔80%）和乳清蛋白（可進一步分為α-乳白蛋白和β-乳球蛋白）。加工乳酪醬的製造使用天然乳酪，其完整的酪蛋白成分從 60%到75%不等。

#### 水
水在吱吱奶酪酱中具有多種功能。首先，水可讓乳化液更穩定，成為螯合鹽親水分子的媒介。更特別的是，螯合鹽能結合鈣離子，使蛋白質水合，產生更均勻的塗抹效果。水也提供加工乳酪醬所需的水份含量，以達到所需的口感。然而，過多的水會造成黏度不足，導致乳酪醬在通過塑膠擠出機後，液體特性多於固體特性。加入過多的水也同樣會增加產品對微生物滋生的敏感度。

### 物理结构

#### 酪蛋白和乳化剂
吱吱奶酪酱是一种水包油乳浊液。油滴的直径通常不超过一微米。这种大液滴的乳状液往往具有中低粘度，而小液滴的乳状液则具有较高的粘度。加热奶酪混合物会导致奶酪乳液中的脂肪和蛋白质分离，从而破坏稳定性。乳化剂由两亲性分子组成，可作为界面降低产品亲水分子和疏水分子之间的表面张力，使奶酪涂抹均匀，在储存期间不会分离。柠檬酸钠和磷酸钠是 “吱吱奶酪酱 ”使用的主要乳化剂，用于螯合切达奶酪中的钙。这种情况会使酪蛋白水化和溶解，使其遇水膨胀。这些盐的加入使 “吱吱奶酪酱 ”具有均匀的奶油稠度。
吱吱奶酪酱中乳化剂的关键作用是通过改变奶酪中酪蛋白胶束的结构来制作均匀的奶酪涂抹物。酪蛋白胶束的直径在15到20纳米之间，由α-、β-和κ-酪蛋白的柔性聚集体组成。α-和β-酪蛋白通过 “胶体磷酸钙介导的交联”保持在原位，外层覆盖着κ-酪蛋白。酪蛋白表面的外层有糖基化的亲水尾部，带负电荷，由于范德华相互作用，在溶液中很稳定。所有负电荷导致酪蛋白胶束最初相互排斥，并通过保护α-和β-酪蛋白为基质提供稳定性。
当这组酪蛋白胶束暴露在热量和剪切力下时，κ-酪蛋白会被裂解，导致糖基化的亲水尾部移位。由于α-和β-酪蛋白现在暴露在环境中，酪蛋白胶束变得不稳定。磷酸氢二钠等乳化剂在稳定新的不稳定结构方面发挥着重要作用。磷酸氢二钠的亲水部分可通过离子交换反应将钙从准酪氨酸钙中移除，这一作用导致“钙-副酪蛋白磷酸盐网络的水合和部分分散”。水合过程增加了蛋白质的溶解度。由于离子交换作用，磷酸钠从钙-副酪蛋白酸盐奶酪复合物中去除钙，其中正钙离子与负磷酸盐基团结合。然后，磷酸盐和柠檬酸阴离子可以与蛋白质结构结合，将钙-酪蛋白酸盐转化为水溶性的钠-酪蛋白酸盐。冷却后，部分分散的基质会形成凝胶状网络，从而形成最终产品的口感特性。

#### 黏度
蛋白质和碳水化合物之间的相互作用对加工涂抹酱的粘度起着重要作用。更具体地说，海藻酸钠有助于酪蛋白和盐形成的凝胶状网络的完整性。新形成的网络是通过阳离子结合实现的，阳离子结合会将亲水性的海藻酸钠转化为疏水性的海藻酸钙（Ma）。连接在一起的古罗糖醛酸残基对钙离子具有很高的亲和力。海藻酸钠与酪蛋白胶束的不稳定性共同作用，钙离子可与古罗糖醛酸链（Ma）相互作用。由于这些相互作用的混合作用，形成了凝胶状结构，而不是真正的凝胶结构。
加工奶酪涂抹酱中的乳清产品会增加整个产品的粘度，这是由于 “相邻蛋白质分子之间的分子间相互作用以及奶酪团块形成的弱瞬态网络”。奶酪基质中的蛋白质浓度与溶液粘度成正比，这是因为它们与水合蛋白质分子之间存在相互作用。因此，与非连续相相比，水包油型乳液的连续相对奶酪产品粘度的影响更大。

#### 流动特性
Easy Cheese 在产品挤压过程中表现出假塑性行为，可以用Herschel-Bulkley模型表示：
吱吱奶酪酱在产品挤压过程中表现出剪切稀化行为，可以用Herschel-Bulkley模型来表示：
{\displaystyle \sigma =K{\dot {\gamma }}^{n}}
这种幂律模型代表了一种非牛頓流體，它将剪切速率和剪切应力与粘度联系在一起。当奶酪被推出罐外时，剪切速率增加，导致粘度降低，材料的流速增加。在这种情况下，奶酪的行为更像是一种流体。奶酪被挤出罐外后，不再有剪切速率，奶酪仍保持原有的较高粘度。在这种情况下，奶酪表现为固体。吱吱奶酪酱必须提供光滑均匀的质地，同时保持其粘弹性结构，以便在从罐中挤出后保持其形状。
海藻酸钠是造成 “吱吱奶酪酱 ”假塑性特点的主要成分之一。更具体地说，它有助于酪蛋白和盐形成的凝胶状网络的完整性。新形成的网络是通过阳离子结合实现的，阳离子结合可将亲水性海藻酸钠转化为疏水性海藻酸钙。连接在一起的古罗糖醛酸残基对钙离子具有很高的亲和力。海藻酸钠与酪蛋白胶束的不稳定性共同作用，使钙离子与古隆酸链发生相互作用。要在挤压过程中表现出这些特性，必须在奶酪混合物中添加约 0.05-0.5% 重量（体积）（pH 5.4-5.7）的海藻酸钠。

## 罐装设计
该罐实际上并不是气雾喷雾，因为它没有将奶酪与推进剂结合起来，从而在喷洒时产生细雾。相反，罐子里有一个活塞和一个阻隔塑料盖，当按下喷嘴并且推进剂的体积膨胀时，它会将奶酪以固体柱的形式挤压通过喷嘴。推进剂不会与奶酪混合。普通气雾罐的所有内容物都是通过顶部的单个开口来填充的，但喷雾奶酪罐则是分别通过顶部填充产品和通过底部填充推进剂。这就解释了为什么罐子底部有一个小橡胶塞。罐子的设计还确保了在罐子直立或倒置的情况下可以分配奶酪。
这种罐子实际上不是氣溶膠噴霧，因为它没有将奶酪与推进剂结合在一起，在喷射时产生细雾。相反，罐子里有一个活塞和一个阻隔塑料盖，当按压喷嘴时，活塞和塑料盖会将奶酪挤压成固体柱状。推进剂不会与奶酪混合。普通气雾罐是通过顶部的一个开口装入所有内容物的，而喷射奶酪罐则是通过顶部和底部分别装入产品和推进剂。这就解释了为什么罐子底部有一个小橡胶塞。罐子的设计还确保了奶酪可以直立或倒置喷洒。

## 相关
- 芝士酱
- 芝士威兹
- 维尔维塔
- 美国奶酪
- 政府奶酪
- 乾酪